# Italophilie

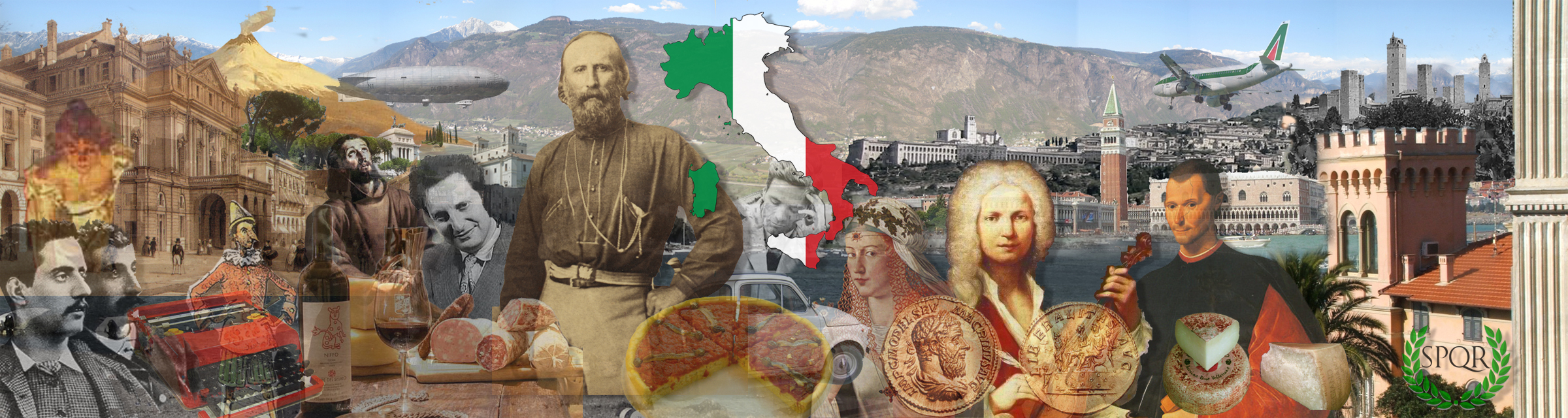
Symboles de l'Italie.

L'italophilie désigne, chez une personne étrangère à la nation italienne, son goût prononcé pour les aspects culturels et civilisationnels développés par ce pays, ainsi que leur rayonnement.
Le mot est historiquement utilisé principalement dans deux domaines : la politique internationale et la culture. Aujourd'hui, il est également utilisé dans le domaine socio-économique et fait référence au style de vie italien.
L'italophilie devient importante en raison de l'influence de l'Italie dans le monde : son influence s'exerce de façon importante dans de nombreux domaines artistiques et tout particulièrement dans l'architecture, la peinture, la sculpture, les arts décoratifs, la musique, la littérature et ceci de façon déterminante et continue au moins jusqu'au XVIIe siècle. L'apport de l'Italie dans le domaine scientifique est aussi très importante. Au XVIIe siècle les études de l'astronome et physicien Galilée donnent naissance à la science moderne. Le baromètre est inventé en 1644 par Evangelista Torricelli, la pile électrique par Alessandro Volta en 1800. Guglielmo Marconi est l'inventeur de la Radio. Dans les années 1930 et 1940, le physicien Enrico Fermi apporte une contribution fondamentale à la construction du premier réacteur nucléaire.

## Historique
L'Italie, dans l'Antiquité, a été identifiée avec l'Empire romain, mais à la fin du Moyen Âge, l'identification se fait avec le Quattrocento du XVe siècle, bien avant la Renaissance française.
L'Europe se montre très italophile, en Angleterre, la dynastie des Hanovre fait la promotion des arts ce qui attire de nombreux artistes italiens. William Shakespeare est un admirateur enthousiaste de la Renaissance italienne ce qu'on retrouve dans plusieurs de ses œuvres, telles que Roméo et Juliette et Le Marchand de Venise. L'académicien Lamberto Tassinari a même déclaré que Shakespeare avait une « fascination » envers l'Italie.
La France aussi, au cours de la Renaissance, se montre italophile : François Ier admire l'Italie et attire à la cour de nombreux Italiens (des artistes, des juges) dont Léonard de Vinci et le roi fera l'acquisition de sa célèbre Joconde. Le même phénomène se produit en Espagne et au Portugal, les cours adoptent le style de vie italien : le roi Jean II de Portugal imite les princes italiens et leurs manières raffinées.

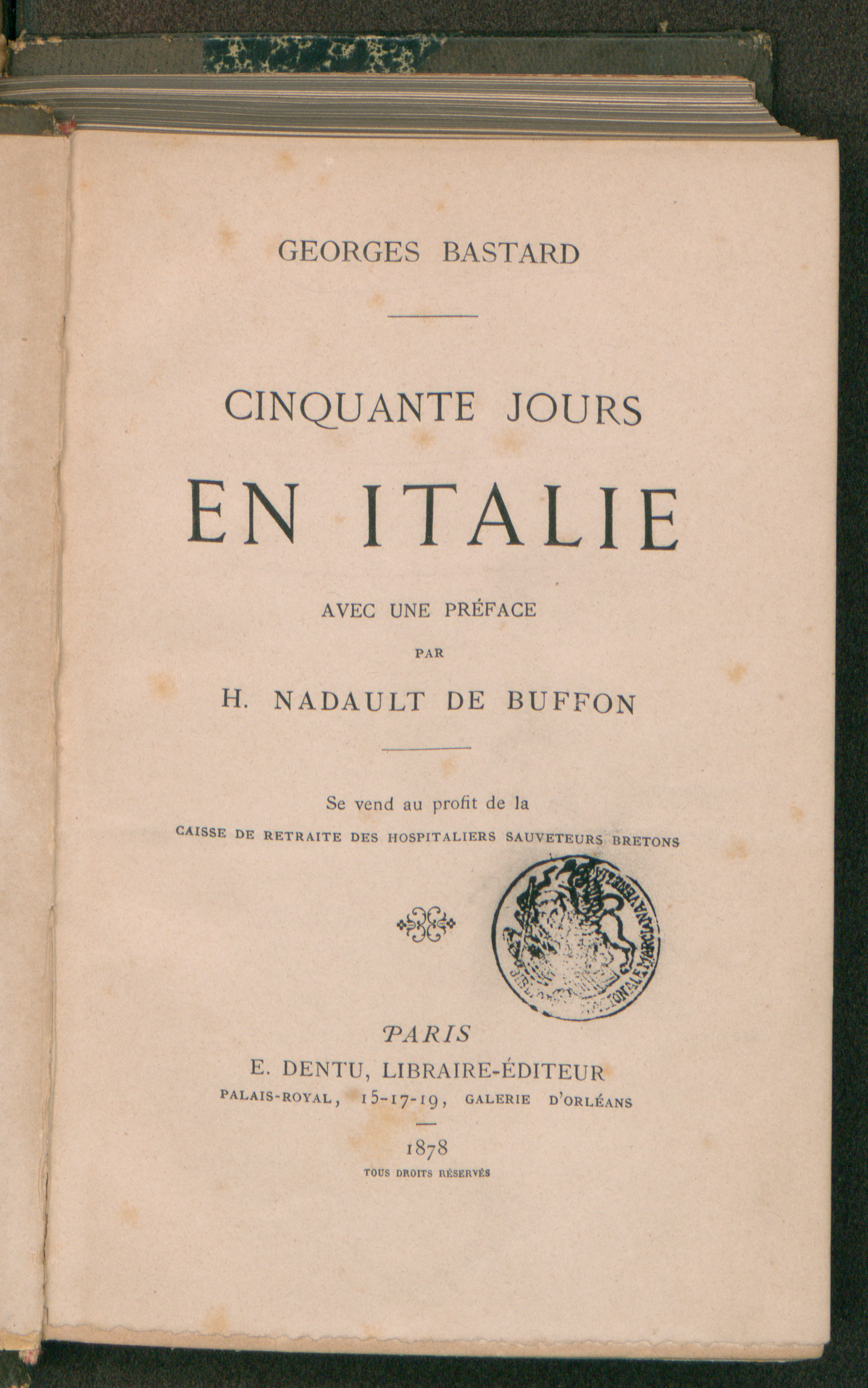
Georges Bastard, Cinquante jours en Italie, 1878

Dès le XVIIIe siècle, le « Grand Tour » s'impose, où l'Italie est visitée par la noblesse et les bourgeois de toute l'Europe qui apprécient la musique et l'architecture italienne, comme Goethe et Mozart. Plus tard, Stendhal et Lord Byron y feront le leur.
Dans la France de Napoléon existait une italophilie modérée qui a grandi au fil des ans de son Empire napoléonien. L'Empire est aussi le creuset d'une nouvelle noblesse héréditaire. À l'occasion du redécoupage de la carte de l'Europe auquel se livre Napoléon, sa famille italienne et ses proches reçoivent les trônes de différents pays d'Europe.
Aux États-Unis, quand ils furent créés à la fin du XVIIIe siècle, il y avait une grande italophilie qui se manifeste non seulement dans l'admiration des grands explorateurs/navigateurs italiens (Christophe Colomb, Amerigo Vespucci et Jean Cabot), mais aussi dans le fait que certains créateurs de la Constitution américaine - comme Benjamin Franklin - regardaient l'Italie avec un grand respect et même comme un modèle juridique et socio-historique. En outre, presque tous les mouvements culturels et littéraires de la jeune Amérique ont montré une certaine italophilie.
D'ailleurs, même le président américain Thomas Jefferson était un italophile déclaré qui a promu et encouragé le palladianisme dans l'architecture américaine de ces décennies (la Maison-Blanche en est inspirée).
Au XIXe siècle, il y avait beaucoup de sympathie pour l'Italie et son unification politique : John Ruskin et la reine Victoria elle-même (qui admirait « L'opéra italien ») furent des italophiles appréciant Garibaldi et les Italiens.
Au cours du fascisme, plusieurs dirigeants politiques ont montré leur italophilie, en calquant leur régime sur celui de Mussolini : Adolf Hitler (Allemagne), Francisco Franco (Espagne) et António de Oliveira Salazar (Portugal) étaient des admirateurs de l'Italie. Perón était le plus célèbre de ces adeptes en Amérique latine. Le critique Carlos Fayt dit le péronisme était une « implémentation argentine du fascisme italien ».

## Italophilie contemporaine
Après la Seconde Guerre mondiale, l'Italie a connu un énorme développement économique et est admiré pour de nombreuses raisons. Parmi les plus célèbres sont les voitures Ferrari - Maserati et le design italien (l’Italie est désignée comme étant « La patrie du Design »).

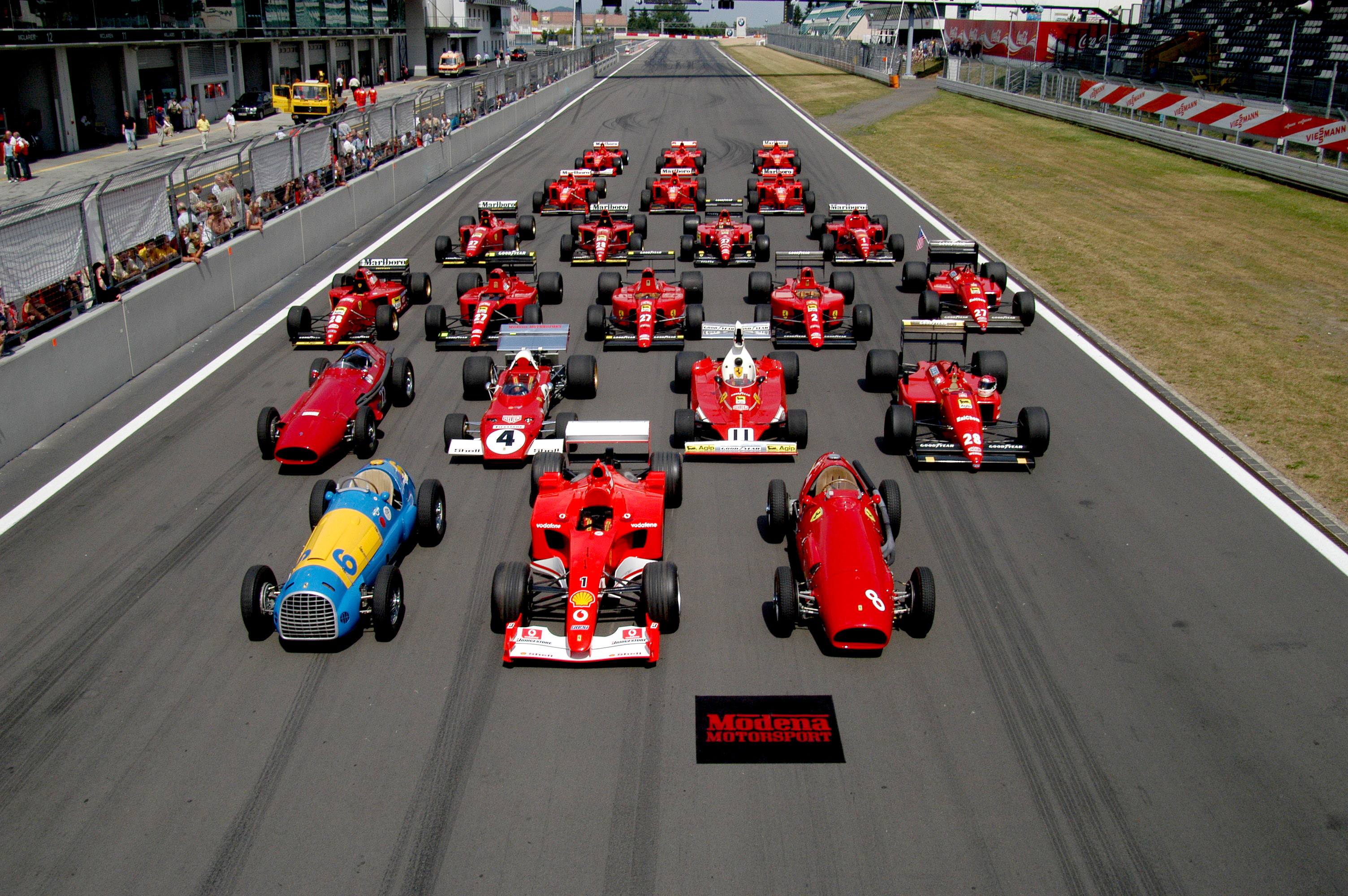
22 voitures de Formule 1 de Ferrari le long de son histoire. Ferrari est l'une des raisons du développement du courant italophile

La mode italienne, bien qu'ayant une histoire relativement récente, est admirée dans le monde entier : les entreprises comme Gucci et Benetton par exemple sont imitées par de nombreux créateurs allant de la Chine à l'Amérique latine. En fait, nombres d'italophiles dans le monde achètent de grandes marques italiennes telles que Armani, Valentino, Prada, Dolce & Gabbana, Ferragamo, Versace ou Fendi. La semaine de la mode, qui a lieu à Milan capitale de la mode italienne, compte parmi les grands événements annuels du prêt-à-porter.
Un symbole important de l'italophilie dans le monde est l'appréciation de la cuisine italienne. Par exemple, la pizza napoletana est considéré comme le plat le plus universel dans la société occidentale contemporaine : à New York (USA) et à São Paulo (Brésil) un million de pizzas sont consommées chaque jour.
Aussi l'un des meilleurs indicateurs de l'italophilie peut être trouvé dans les 44 millions de touristes qui visitent chaque année l'Italie. Beaucoup d'entre eux visitent la péninsule italienne, car l'Italie est le seul État avec 47 biens au Patrimoine mondial de l'humanité répertorié par l'UNESCO, plus que tout autre pays dans le monde.
Dans les pays d'Amérique qui ont connu une importante émigration italienne au cours du XXe siècle, on note une grande italophilie : Argentine, Brésil, Uruguay, Canada et États-Unis ont des millions de descendants d'Italiens dans leurs sociétés qui promeuvent l'amour et l'appréciation de l'Italie, en favorisant les échanges et l'utilisation de produits italiens.
Giorgio Silvestri (Directeur de l'Assemblea legislativa della Liguria) a estimé qu'il y a environ 250 millions d'italophiles dans le monde.